# أرفارا
أرفارا (Αρφαρά) هي مدينة في ميسينيا في مقاطعة كينتريكي إلادا في اليونان.
يبلغ عدد سكانها حوالي 1163   نسمة.